# 蝙蝠葛氰苷

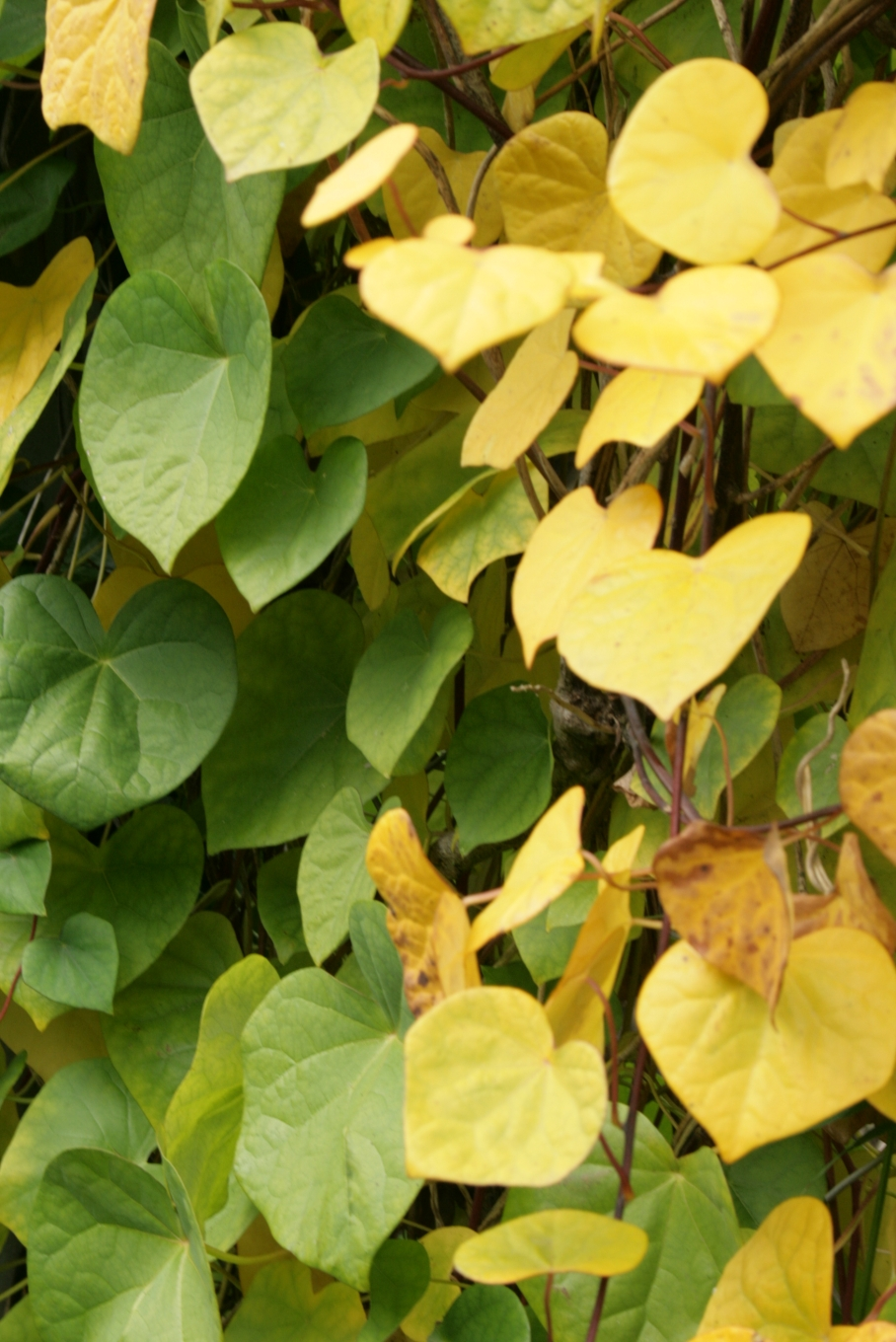
Dahurian moonseed

蝙蝠葛氰苷是一种有机化合物，属于糖苷和腈，它最初于20世纪70年代从蝙蝠葛中提取出来，并因此得名。它也存在于白饭树、歐洲冬青以及皱垫草属的植物中。